# Dolenjske Toplice (gemeente)
Dolenjske Toplice (Duits: Töplitz in Unterkrain; Italiaans: Dolegna Terme o Toplizze) is een gemeente in de Sloveense regio Jugovzhodna Slovenija en telt 3298 inwoners (2002).

## Plaatsen in de gemeente
- Bušinec
- Cerovec
- Dobindol
- Dolenje Gradišče
- Dolenje Polje
- Dolenje Sušice
- Dolenjske Toplice
- Drenje
- Gabrje pri Soteski
- Gorenje Gradišče
- Gorenje Polje
- Gorenje Sušice
- Kočevske Poljane
- Loška vas
- Mali Rigelj
- Meniška vas
- Nova Gora
- Občice
- Obrh
- Podhosta
- Podstenice
- Podturn pri Dolenjskih Toplicah
- Sela pri Dolenjskih Toplicah
- Selišče
- Soteska
- Stare Žage
- Suhor pri Dolenjskih Toplicah
- Veliki Rigelj
- Verdun pri Uršnih selih

Črnomelj · Dolenjske Toplice · Kočevje · Kostel · Loški Potok · Metlika · Mirna · Mirna Peč · Mokronog-Trebelno · Novo mesto · Osilnica · Ribnica · Semič · Šentjernej · Šentrupert · Škocjan · Šmarješke Toplice · Sodražica · Straža · Trebnje · Žužemberk